# Dottato
Dottato también denominado Ottato y Kadota es un cultivar de higuera común Ficus carica bífera, de higos de piel color verde claro, y carne color rosado. El nombre deriva probablemente del latín Optatus Se cultiva principalmente en la Italia central y meridional. Es uno de los « Prodotti agroalimentari tradizionali toscani » (Productos agroalimentarios tradicionales toscanos) de la región de Toscana. Se cultiva en las zonas montañosas por muchas empresas agrícolas de las provincias de Arezzo, Florencia y Prato.
Es la variedad cultivada en Italia para la producción del « Fico Bianco del Cilento » (Campania) y « Fichi di Cosenza » (Calabria) que se benefician de una Denominación de origen protegida (DOP) desde 2006 y 2011 respectivamente.

## Sinonimia
- „Ottato“,
- „White Endich“ en California,
- „Kadota“,
- „White Kadota“ en California y México,
- „Cuello de Dama Blanco“ en Extremadura,
- „Fichi di Calabria e Dattare“,
- „Fico della goccia d’oro“ en Italia.[5][6]

## Historia
Es conocido por los latinos bajo el nombre de Ficus Carica (nombre actual de la especie): Plinio el Viejo lo cuenta como uno de los mejores para secar.
El monje Vallombrosiano Vitale Magazzini escribe, en 1625, en la obra Coltivazione toscana: « … los higos reales y buenos para secar son los "dottati" que deben secarse al sol y no en el horno ». El dottato también aparece en las obras de Pier Antonio Micheli así como en las pinturas de Bartolomeo Bimbi, ambos al servicio de Cosme III. 
Para una descripción mejor y más completa de Dottato, en la obra de Giorgio Gallesio: « “La Pomona Italiana” », publicados entre 1817 y 1839, entre otras variedades de fruta, le dedica una lámina. Giorgio Gallesio va a comer los higos en  Alicante y Málaga, pero no recuerda su nombre. En todo el Levante español y las islas, encontrará higos con diferentes nombres con características casi idénticas a esta variedad (Cuello de Dama Blanco).
Los higos secos Dottato, por su deliciosa dulzura, su tamaño, la imperceptibilidad de sus granos son de una calidad muy superior a la de los higos turcos.

## Características
Muy resistente, el árbol es moderadamente vigoroso e irregularmente acampanado. Sus hojas caducas son generalmente tres lóbulos, muy poco marcados. 
En estado fresco los higos Dottato tienen forma ovoide o incluso esférica y una piel, inicialmente de color verde paja, que se vuelve de color amarillo verdoso. 
El receptáculo es de color ámbar contiene una pulpa que también es de color ámbar, moderadamente firme, ligeramente aromática y ligeramente jugosa. Fruto partenocárpico, está prácticamente desprovisto de aquenios. 
Su jugo no es denso, pero una vez que la fruta madura, sucede que exsuda gotas por el ostiolo. Su sabor es dulce, meloso.

## «Fico Bianco del Cilento» y «Fichi di Cosenza» (DOP)
Durante milenios, en la Cuenca Mediterránea, los higos especialmente los secos son domesticados y considerados por el hombre como un alimento con cualidades tonificantes y de conservación. 
A lo largo de los siglos, en las provincias de Salerno y Cosenza, se convierten en un importante recurso económico para los campesinos de Cilento (Campania) y Cosenza (Calabria) quienes crearon una amplia gama de derivados, hoy, protegidos por la denominación de origen: « Fico Bianco del Cilento »  417/2006 y « Fichi di Cosenza » (Gazzetta Ufficiale della Unione Europea – Serie L 162 del 22 giugno 2011)

Fichi Dottato
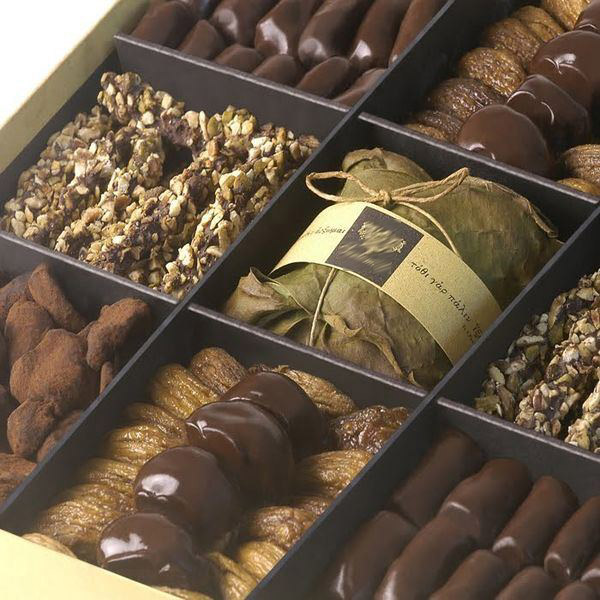
Fichi bianchi del cilento en distintos preparados.
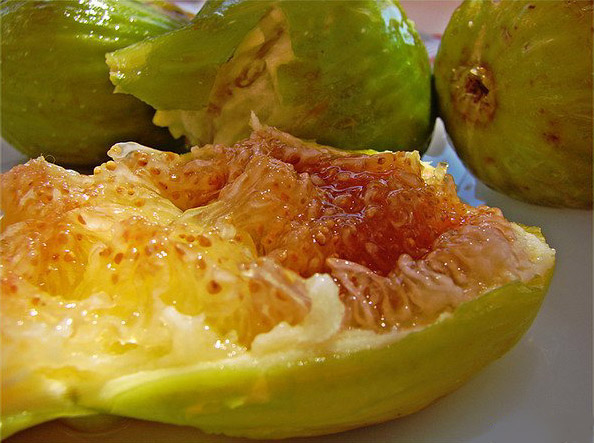
Higo de Cilento abierto.
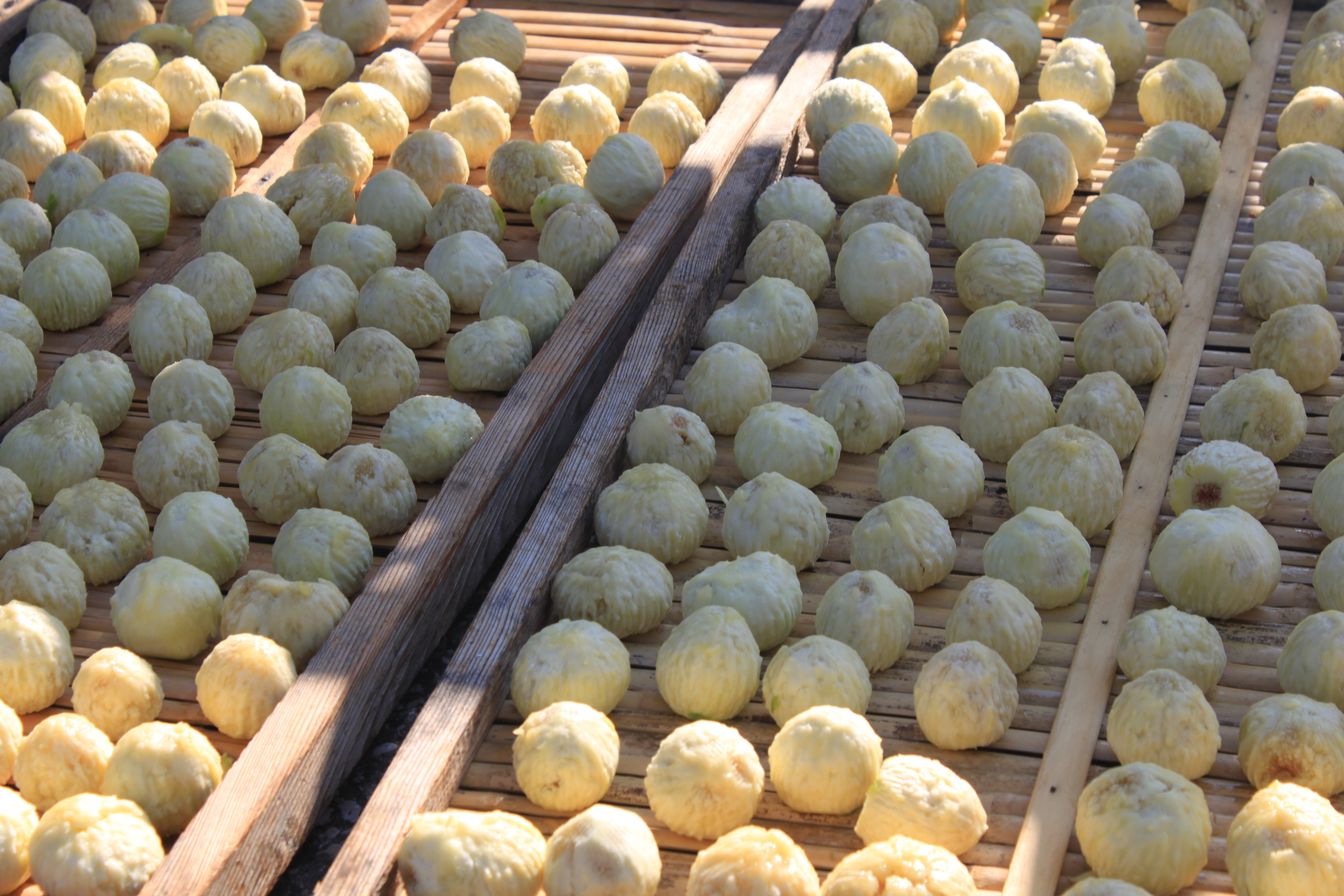
Higos de Cilento puestos a secar al sol.